# GNAI1
GNAI1, Guanin nukleotid-vezujući protein G(i), alfa-1 podjedinica, je protein koji je kod ljudi kodiran GNAI1 genom.

## Interaktivna mapa signalnih puteva
Kliknite na linkove gena, proteina i metabolita da prikažete članke.

## Interakcije
Za GNAI1 je bilo pokazano da ostvaruje interakcije sa GPR143, RGS14, RIC8A, S1PR1, RGS12 i RGS19.

## Literatura
- Sidhu A, Niznik HB (2000). „Coupling of dopamine receptor subtypes to multiple and diverse G proteins.”. Int. J. Dev. Neurosci. 18 (7): 669—77. PMID 10978845. doi:10.1016/S0736-5748(00)00033-2.
- Brown EJ, Frazier WA (2001). „Integrin-associated protein (CD47) and its ligands.”. Trends Cell Biol. 11 (3): 130—5. PMID 11306274. doi:10.1016/S0962-8924(00)01906-1.
- Raymond JR; Mukhin YV; Gelasco A;  . (2002). „Multiplicity of mechanisms of serotonin receptor signal transduction.”. Pharmacol. Ther. 92 (2-3): 179—212. PMID 11916537. doi:10.1016/S0163-7258(01)00169-3.
- Jiang M, Pandey S, Tran VT, Fong HK (1991). „Guanine nucleotide-binding regulatory proteins in retinal pigment epithelial cells.”. Proc. Natl. Acad. Sci. U.S.A. 88 (9): 3907—11. PMC 51562 . PMID 1902575. doi:10.1073/pnas.88.9.3907.
- Gennity JM, Siess W (1991). „Thrombin inhibits the pertussis-toxin-dependent ADP-ribosylation of a novel soluble Gi-protein in human platelets.”. Biochem. J. 279 ( Pt 3): 643—50. PMC 1151493 . PMID 1953657.
- Itoh H; Toyama R; Kozasa T;  . (1988). „Presence of three distinct molecular species of Gi protein alpha subunit. Structure of rat cDNAs and human genomic DNAs.”. J. Biol. Chem. 263 (14): 6656—64. PMID 2834384.
- Bloch DB; Bloch KD; Iannuzzi M;  . (1988). „The gene for the alpha i1 subunit of human guanine nucleotide binding protein maps near the cystic fibrosis locus.”. Am. J. Hum. Genet. 42 (6): 884—8. PMC 1715192 . PMID 3130752.
- Nagata K; Katada T; Tohkin M;  . (1988). „GTP-binding proteins in human platelet membranes serving as the specific substrate of islet-activating protein, pertussis toxin.”. FEBS Lett. 237 (1-2): 113—7. PMID 3139448. doi:10.1016/0014-5793(88)80182-0.
- Kagimoto S; Yamada Y; Kubota A;  . (1994). „Human somatostatin receptor, SSTR2, is coupled to adenylyl cyclase in the presence of Gi alpha 1 protein.”. Biochem. Biophys. Res. Commun. 202 (2): 1188—95. PMID 7914078. doi:10.1006/bbrc.1994.2054.
- Nitta K; Uchida K; Kawashima A;  . (1994). „Identification of GTP-binding proteins in human glomeruli.”. Nippon Jinzo Gakkai shi. 36 (1): 9—12. PMID 8107314.
- Law SF; Zaina S; Sweet R;  . (1994). „Gi alpha 1 selectively couples somatostatin receptor subtype 3 to adenylyl cyclase: identification of the functional domains of this alpha subunit necessary for mediating the inhibition by somatostatin of cAMP formation.”. Mol. Pharmacol. 45 (4): 587—90. PMID 8183236.
- Europe-Finner GN, Phaneuf S, Watson SP, López Bernal A (1993). „Identification and expression of G-proteins in human myometrium: up-regulation of G alpha s in pregnancy.”. Endocrinology. 132 (6): 2484—90. PMID 8504751. doi:10.1210/en.132.6.2484.
- Laugwitz KL; Allgeier A; Offermanns S;  . (1996). „The human thyrotropin receptor: a heptahelical receptor capable of stimulating members of all four G protein families.”. Proc. Natl. Acad. Sci. U.S.A. 93 (1): 116—20. PMC 40189 . PMID 8552586. doi:10.1073/pnas.93.1.116.
- Andersson B; Wentland MA; Ricafrente JY;  . (1996). „A "double adaptor" method for improved shotgun library construction.”. Anal. Biochem. 236 (1): 107—13. PMID 8619474. doi:10.1006/abio.1996.0138.
- Lee MJ, Evans M, Hla T (1996). „The inducible G protein-coupled receptor edg-1 signals via the G(i)/mitogen-activated protein kinase pathway.”. J. Biol. Chem. 271 (19): 11272—9. PMID 8626678. doi:10.1074/jbc.271.19.11272.
- De Vries L; Elenko E; Hubler L;  . (1997). „GAIP is membrane-anchored by palmitoylation and interacts with the activated (GTP-bound) form of G alpha i subunits.”. Proc. Natl. Acad. Sci. U.S.A. 93 (26): 15203—8. PMC 26381 . PMID 8986788. doi:10.1073/pnas.93.26.15203.
- Yu W; Andersson B; Worley KC;  . (1997). „Large-scale concatenation cDNA sequencing.”. Genome Res. 7 (4): 353—8. PMC 139146 . PMID 9110174.
- Popov S, Yu K, Kozasa T, Wilkie TM (1997). „The regulators of G protein signaling (RGS) domains of RGS4, RGS10, and GAIP retain GTPase activating protein activity in vitro.”. Proc. Natl. Acad. Sci. U.S.A. 94 (14): 7216—20. PMC 23796 . PMID 9207071. doi:10.1073/pnas.94.14.7216.
- Shuey DJ; Betty M; Jones PG;  . (1998). „RGS7 attenuates signal transduction through the G(alpha q) family of heterotrimeric G proteins in mammalian cells.”. J. Neurochem. 70 (5): 1964—72. PMID 9572280. doi:10.1046/j.1471-4159.1998.70051964.x.